# Ron Riley (baloncestista de 1973)
Ron Riley, (nacido el 23 de diciembre de 1973 en  Las Vegas, Nevada) es un exjugador de baloncesto estadounidense. Con 1.96 de estatura, su puesto natural en la cancha era el de escolta.